# Metal Molly
Metal Molly is een Belgische rockgroep uit Tremelo die werd opgericht in 1994. De groep bestaat uit Allan Muller op zang en gitaar, Pascal Deweze op zang en bas en Gino Geudens op drums.

## Geschiedenis
Nadat de groep eerste was geworden op de Aarschotse talentenjacht Rockschot, bouwde ze een stevige livereputatie op. Samen met enkele sterke nummers bezorgde dit hun een platencontract bij Brinkman, B-track. In oktober 1995 verscheen het debuutalbum Surgery for Zebra en had het trio een behoorlijke radiohit met de single Orange.  
De groep versierde optredens op Pinkpop en Torhout-Werchter (1996) en speelde in het voorprogramma van Therapy?, Bush en David Bowie. In 1996 rolde de ep More Cheese in een beperkte oplage van de persen. Dit album bevatte enkele nieuwe nummers en ook enkele herwerkte nummers uit Surgery for Zebra. Door toenemende meningsverschillen verliepen de opnamen van een tweede album echter moeizaam en de groep viel uiteen. Allan Muller startte met Gino Geudens de groep Cabbage, terwijl Pascal Deweze zich bij het project Mitsoobishy Jacson voegde, samen met Mauro Pawlowski (Evil Superstars), Peter Houben (Nemo) en Guy Van Nueten (The Sands).
Na een benefietoptreden begon het drietal opnieuw samen te werken als Metal Molly, deze keer versterkt met nieuwkomer Stoffel Verlackt. In 2000 verscheen het tweede album, The Golden Country, opgenomen in Wales met producer Marc Wallis. Opnieuw trad de band aan op Rock Werchter, maar daarna kwam hij terug op non-actief. Pascal Deweze stortte zich op allerlei andere projecten (Shadowgraphic City, Sukilove, Chitlin' Fooks). Gino ging drummen bij Bettie Serveert en ging ook aan de slag bij Vive la Fête. Allan Muller begon de groep Satellite City.
In de zomer van 2006 maakte Metal Molly voor de tweede keer een korte comeback. De herenigde groep stond op verschillende zomerfestivals geprogrammeerd. 
In 2025 komt de band opnieuw samen voor een reeks concerten om de dertigste verjaardag van het debuutalbum Surgery For Zebra te vieren.

## Leden
- Allan Muller, zang, gitaar
- Pascal Deweze, zang, bas
- Gino Geudens, drums
- Stoffel Verlackt, gitaar, samples, vox

## Discografie

### Albums
- Surgery for Zebra (1995)
- More Cheese (ep) (1996)
- The Golden Country (2000)

### Singles
- Superskunk (1994)
- Orange (1995)
- Silver / Monday Is Queer (1995)
- Suncomfort International (2000)
- Happiness (2000)